# حافلات النقل السريع في طهران

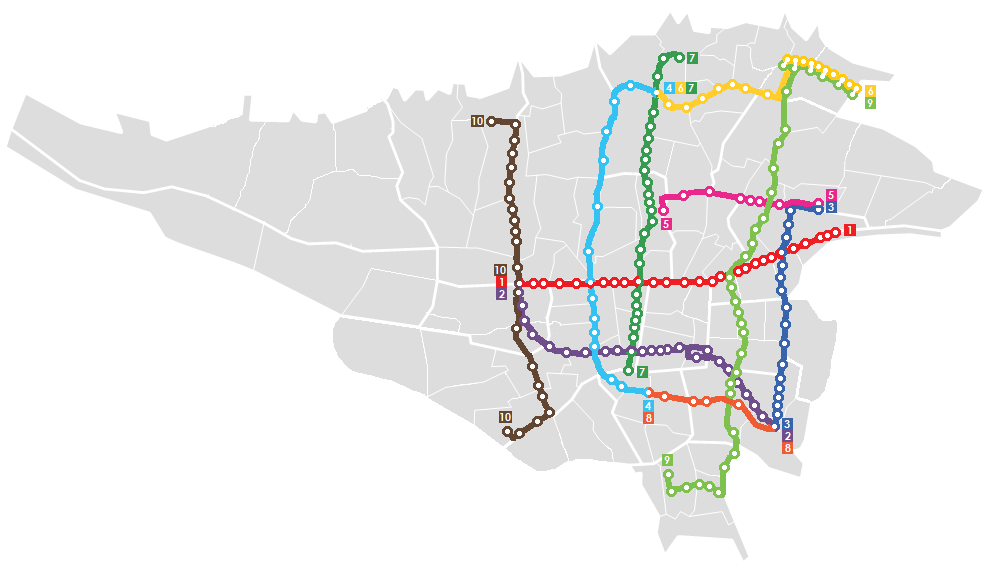
خريطة نظام الحافلات وطرقه

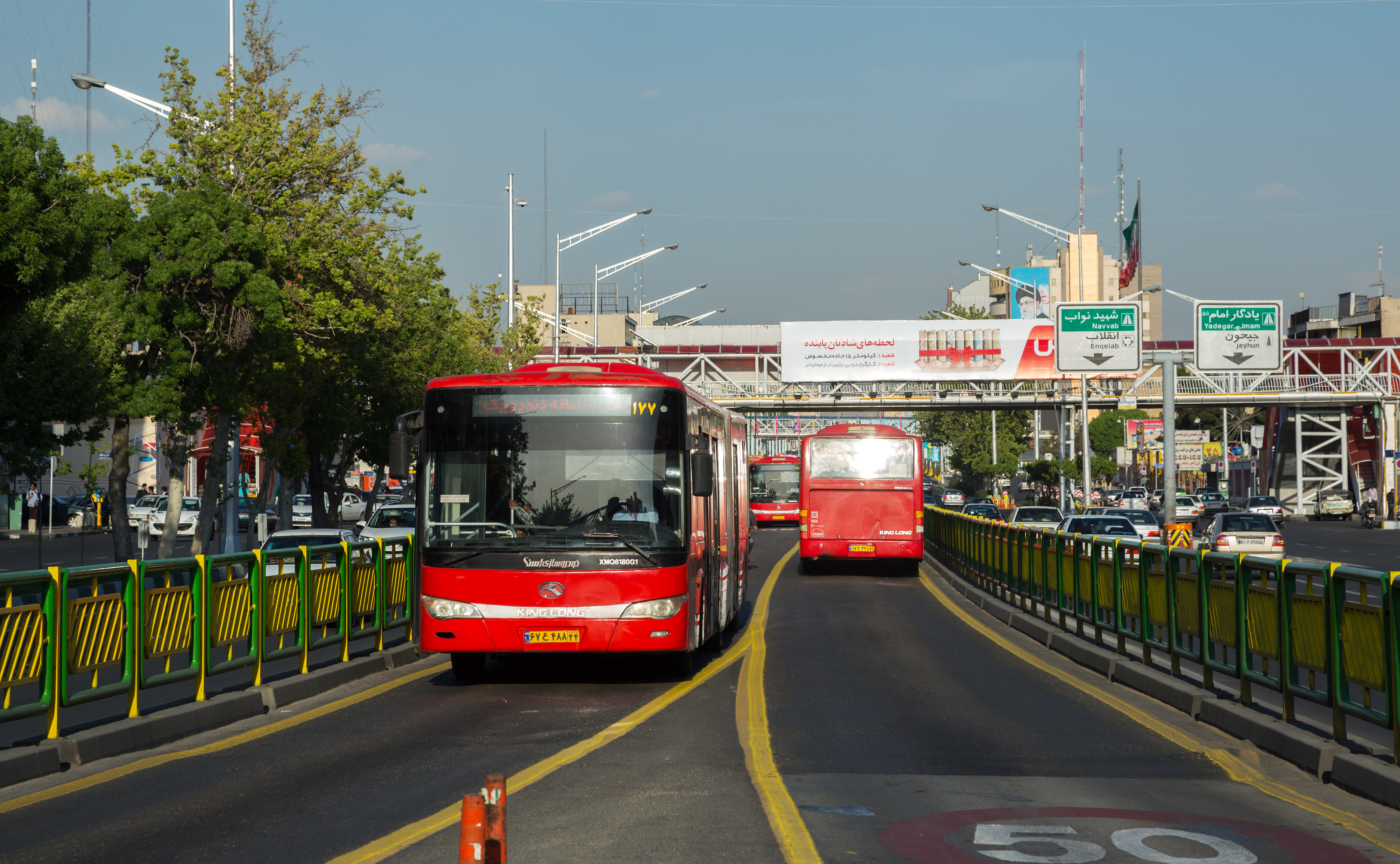
حافلات النقل السريع في طهران

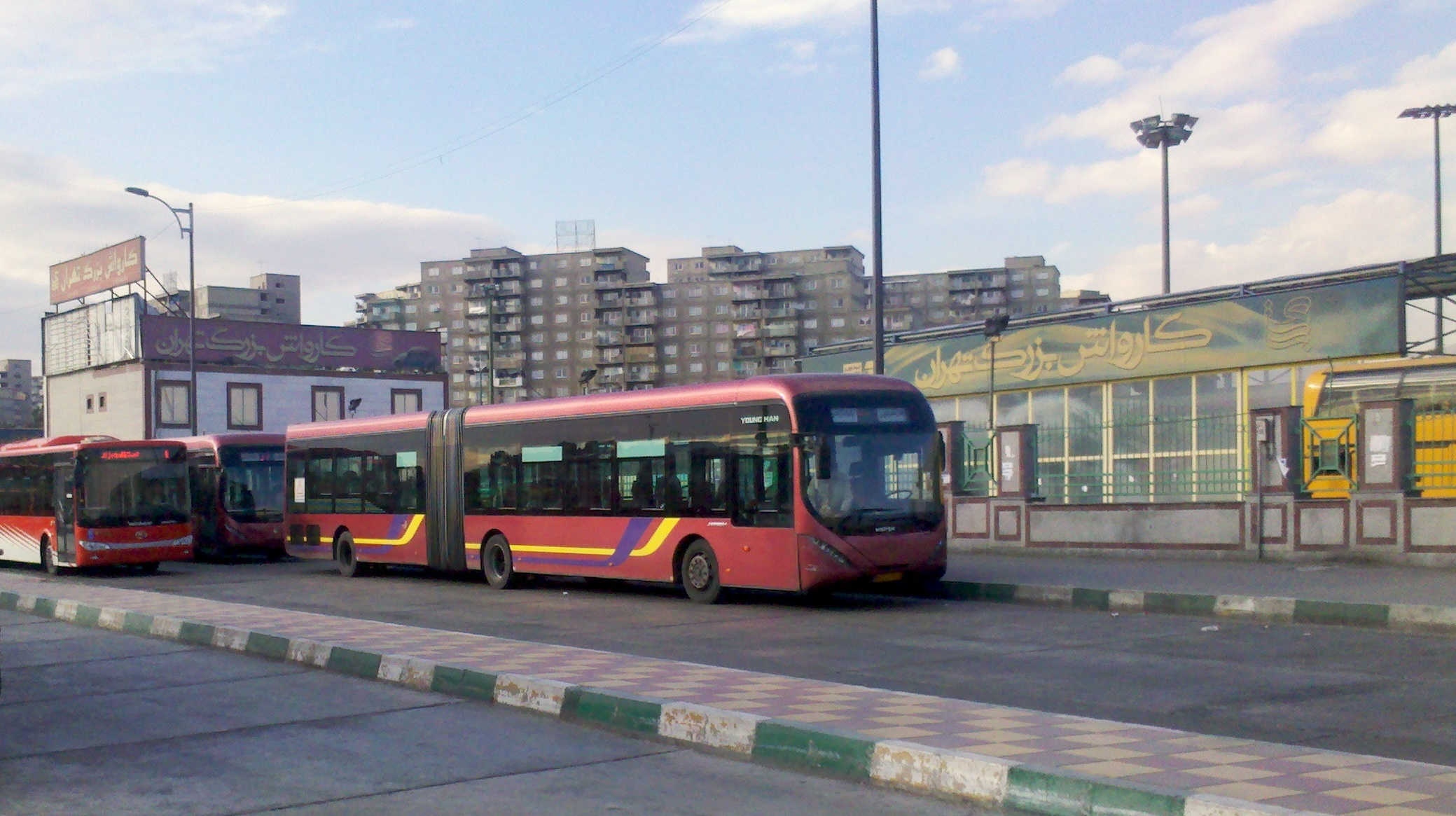
حافلات رينو يونغمان التابعة لشركة طهران للنقل السريع في محطة الركاب آزادي

مشروع حافلات النقل السريع في طهران هو مشروع نقل عام بدأ رسميًا في عام 2008 بهدف تسهيل حركة المرور بالسيارات في طهران. اعتبارًا من عام 2015، كان لدى نظام النقل السريع بالحافلات (BRT) شبكة يبلغ طولها حوالي 150 كيلومتر (90 ميل) وكانوا ينقلون ما معدله مليوني مسافر يوميًا.

## الطرق
اعتبارًا من عام 2023، كان لدى طهران 10 خطوط نقل سريع بالحافلات.
- الخط 1: من محطة آزادي إلى تقاطع طهرانبارس؛ 27 محطة؛ 18.5 كـم (11.5 ميل)
- الخط 2: من محطة آزادي إلى محطة خاوران؛ 28 محطة؛ 18.5 كـم (11.5 ميل)
- الخط 3: من محطة العلوم والتكنولوجيا إلى محطة خاوران؛ 24 محطة؛ 13.5 كـم (8.4 ميل)
- الخط الرابع: من محطة طهران الجنوبية إلى محطة أفشار؛ 24 محطة؛ 21.5 كـم (13.4 ميل)
- الخط 5: العلوم والتكنولوجيا (محطة إلمو سانات إلى ساحة الأرجنتين - (محطة بيهاجي)؛ 10 محطات؛ 9.5 كـم (5.9 ميل)
- الخط 6: طريق شمران السريع - محطة أفشار إلى سوهاناك (محطة لاله)؛ 17 توقف؛ 14.5 كـم (9.0 ميل)
- الخط 7: سكة حديدية (الجزء الجنوبي من طهران) إلى تجريش (الجزء الشمالي من طهران) (شارع وليعصر)؛ 36 محطة؛ 18 كـم (11 ميل)
- الخط 8: من محطة طهران الجنوبية إلى محطة خاوران؛ 6 محطات؛ 7 كـم (4.3 ميل)
- الخط 9: من محطة لاله إلى محطة مترو جافانمارد غاساب؛ 34 محطة؛ 34 كـم (21 ميل)
- الخط 10: من محطة جنات آباد إلى محطة آزاديجان؛ 25 محطة؛ 23.5 كـم (14.6 ميل)

## طالع أيضًا
- النقل في إيران
- حافلات العربات في طهران[الإنجليزية]